# Élections législatives françaises de 1914
Les élections législatives de 1914 ont eu lieu en France les 26 avril et 10 mai 1914. Elles se sont déroulées au scrutin uninominal à deux tours par arrondissements (loi du 13 février 1889), comme les précédentes élections. La durée de la législature est portée à 5 ans.
Les députés sont élus par les habitants masculins des départements de la métropole (11 185 078 inscrits, 585 députés) ainsi que par les citoyens français d'Algérie (128 501 inscrits, six députés) et des colonies (Inde, Guadeloupe, Martinique, Réunion, Sénégal, Guyane, Cochinchine : 202 093 inscrits, 10 députés).

## Contexte
Les précédentes élections (1910) ayant reconduit la majorité sortante, la France est gouvernée par la gauche républicaine. Pas moins de 9 gouvernements se succèdent de 1910 à 1914. Les nouvelles élections se déroulent 3 mois avant le déclenchement de la Première Guerre mondiale.
Le même jour, le quotidien national Le Journal  et plusieurs mouvements féministes organisent un plébiscite avec pour question : « Mesdames, Mesdemoiselles, désirez-vous voter un jour ? ». Près de 506 000 femmes y répondent par l'affirmative contre moins de 150 femmes par la négative,.

## Résultats
Ces élections donnent la victoire à la gauche, avec notamment une progression des radicaux et de l'Union républicaine. La SFIO gagne plus de 25 sièges et devient le deuxième groupe de la Chambre. 
Cependant, le déclenchement de la Première Guerre mondiale entraine la formation de l'Union sacrée en août 1914.
Les étiquettes n'étant pas fixes (surtout entre radicaux-socialistes, radicaux indépendants et républicains démocrates), il ne s'agit que d'un tableau estimatif.
| Coalition ou parti                      | Coalition ou parti                             | Composition | Voix      | %     | Sièges |
| --------------------------------------- | ---------------------------------------------- | --- | --------- | ----- | ------ |
|                                         | Fédération des gauches                         | - Parti républicain, radical et radical-socialiste - Parti républicain démocratique - Parti républicain-socialiste - Radicaux indépendants | 4 076 129 | 48,35 | 320    |
|                                         | Groupe des droites                             | - Fédération républicaine - Action libérale populaire                                                                                      | 2 885 797 | 34,23 | 169    |
|                                         | Section française de l'Internationale ouvrière | - | 1 413 044 | 16,76 | 103    |
|                                         | Autres                                         | - | 56 086    | 0,67  | 0      |
|                                         |                                                | |           |       |        |
| Total                                   | Total                                          | Total | 8 431 056 | 100   | 592    |
| Source : Mackie & Rose, Nohlen & Stöver |                                                | |           |       |        |

| Parti              | Parti                                            | Voix       | %     | Sièges |
| ------------------ | ------------------------------------------------ | ---------- | ----- | ------ |
|                    | Fédération républicaine                          | 1 588 075  | 18,84 | 96     |
|                    | Parti républicain, radical et radical-socialiste | 1 530 188  | 18,15 | 140    |
|                    | Section française de l'Internationale ouvrière   | 1 413 044  | 16,76 | 103    |
|                    | Radicaux indépendants                            | 1 399 830  | 16,60 | 96     |
|                    | Action libérale populaire                        | 1 297 722  | 15,39 | 73     |
|                    | Alliance républicaine démocratique               | 819 184    | 9,72  | 57     |
|                    | Parti républicain-socialiste                     | 326 927    | 3,88  | 27     |
|                    | Autres                                           | 56 086     | 0,67  | 0      |
|                    |                                                  |            |       |        |
| Total              | Total                                            | 8 431 056  | 100   | 592    |
| Votes valides      | Votes valides                                    | 8 431 056  | 97,62 |        |
| Votes invalides    | Votes invalides                                  | 205 511    | 2,38  |        |
| Total votes        | Total votes                                      | 8 636 567  | 100   |        |
| Électeurs inscrits | Électeurs inscrits                               | 11 185 078 | 77,22 |        |